# Thomas Michalowski

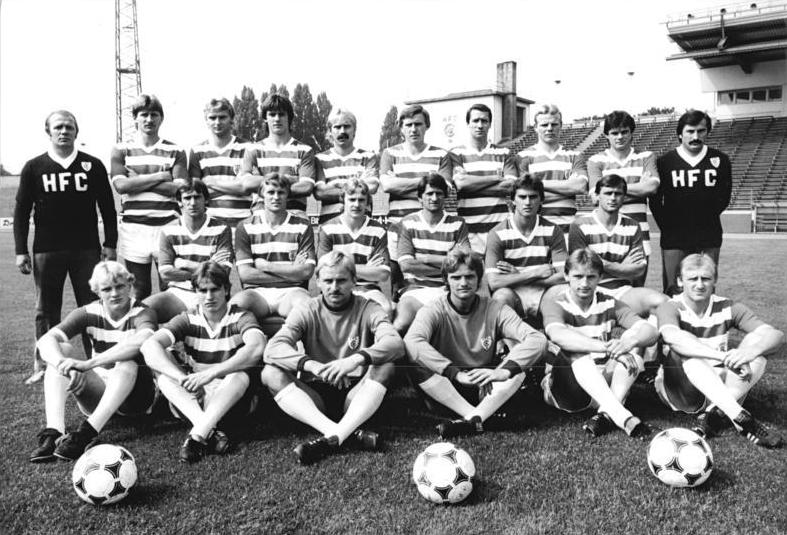
Thomas Michalowski (vordere Reihe, Vierter von links) mit HFC Chemie in 1983

Thomas Michalowski (* 7. August 1962 in Zella-Mehlis) war Torwart im Fußballspielbetrieb der DDR. Er gehörte zu den Aufgeboten des FC Rot-Weiß Erfurt und des FC Karl-Marx-Stadt in der DDR-Oberliga, der höchsten Spielklasse des DDR-Fußball-Verbandes. Er ist vielfacher Nachwuchs-Nationalspieler. 
Michalowski kam 1970 als Achtjähriger von der BSG Motor Gispersleben zum FC Rot-Weiß Erfurt. 1979 wurde er in den Kader der DDR-Junioren-Nationalmannschaft aufgenommen und bestritt am 14. November 1979 in der Begegnung Bulgarien – DDR (0:0) sein erstes Junioren-Länderspiel. Bis 1981 war Michalowski Stammtorwart der Juniorenauswahl, für die er insgesamt 30 Länderspiele bestritt. Von 1979 bis 1981 spielte er für den FC Rot-Weiß in der Nachwuchs-Oberliga. 
Nachdem er am letzten Spieltag der Saison 1980/81 in der Begegnung FC Rot-Weiß – Vorwärts Frankfurt/O. (1:3) sein erstes Spiel in der DDR-Oberliga bestritten hatte, wurde der 1,84 m große Michalowski zur Saison 1981/82 als zweiter Torwart hinter Wolfgang Benkert in das Oberligaaufgebot aufgenommen. Er kam jedoch nicht zum Einsatz und wurde für die Saison 1982/83 wieder in die Nachwuchsoberliga zurückgestuft. Während der Spielzeiten 1983/84 und 1984/85 war Michalowski Torwart bei der zweitklassigen BSG Motor Nordhausen. 1984/85 bestritt er alle 34 Punktspiele für den DDR-Ligisten.
Mit Beginn der Saison 1985/86 nahm Michalowski beim FC Karl-Marx-Stadt einen neuen Anlauf in der DDR-Oberliga. Dort war jedoch zunächst Michael Kompalla die Nummer eins im Tor und Trainer Heinz Werner setzte Michalowski während der gesamten Spielzeit nur einmal als Einwechselspieler und einmal im letzten Punktspiel über 90 Minuten  ein. 1986/87 erhielt Michalowski seine Chance, als sich Kompalla zu Saisonbeginn verletzte, doch nach sechs Einsätzen musste Michalowski wieder in das zweite Glied zurück. 1987/88 stand er noch einmal im Oberliga-Aufgebot des FC Karl-Marx-Stadt, kam aber nicht mehr zum Einsatz, unter anderem weil mit dem sechs Jahre jüngeren Holger Hiemann ein neuer Stammtorwart aufgebaut worden war. Michalowskis letzter Einsatz für den FCK im Oberligaspiel am 18. Oktober 1986 Wismut Aue – FC Karl-Marx-Stadt (1:1) war zugleich sein letzter Auftritt im höherklassigen Fußball. In der DDR-Oberliga hatte er bei drei Spielzeiten lediglich neunmal im Tor gestanden.